# Neu que crema
Neu que crema (títol original: Who'll Stop the Rain) és una pel·lícula dels Estats Units dirigida per Karel Reisz el 1978. Ha estat doblada al català.

## Argument
Ray Hicks torna del Vietnam per fer un servei al seu company John, però no qualsevol servei: fer passar dos quilos d'heroïna. Quan diposita el paquet a casa de l'esposa de John, tot es complica: esdevenen l'objectiu d'agents federals corromputs.

## Repartiment
- Nick Nolte: Ray Hicks
- Tuesday Weld: Marge Converse
- Michael Moriarty: John Converse
- Anthony Zerbe: Antheil
- Richard Masur: Akin
- Ray Sharkey: Smitty
- Gail Strickland: Charmian
- Charles Haid: Eddie Peace
- David Opatoshu: Bender
- Joaquín Martínez: Angel
- James Cranna: Gerald
- Timothy Blake: Jody
- Shelby Balik: Janey
- Jean Howell: Edna

## Premis i nominacions
- Selecció oficial al Festival de Cannes 1978 per la Palma d'Or per Karel Reisz
- Nominada a la Screen Guild of America de 1979 per un WGA Award per el millor drama adaptat d'una altra obra (Best Drama Adapted from Another Medium) per Judith Rascoe i Robert Stone.